# Adelites
Adelites is een geslacht van vlinders van de familie langsprietmotten (Adelidae).

## Soorten
- A. electreella Rebel, 1934
- A. purpurascens Rebel, 1935
- A. serraticornella Rebel, 1935